# Floribert Bwana Chui
Floribert Bwana Chui (ur. 13 czerwca 1981 w Goma (Demokratyczna Republika Konga), zm. 7 lipca 2007 tamże) – kongijski urzędnik służby celnej zamordowany za wiarę, błogosławiony męczennik Kościoła katolickiego.
Pochodził z zamożnej rodziny i studiował prawo i ekonomię. Swoje życie zawodowe rozpoczął w Kinszasie jako komisarz ds. roszczeń w Office Congolais de Contrôle (OCC), części krajowego organu celnego i kontroli towarów, gdzie był odpowiedzialny za ocenę zgodności produktów przekraczających wschodnią granicę Demokratycznej Republiki Konga. Następnie został przeniesiony do Gomy jako szef biura OCC. Floribert Bwana Chui był praktykującym katolikiem, katechetą od najmłodszych lat, a podczas studiów wstąpił do wspólnoty Sant'Egidio. Będąc jej aktywnym członkiem, szczególnie angażował się w pomoc dzieciom ulicy.
Pracując jako inspektor celny, Floribert Chui stanął przed moralnym problemem wydawania zezwoleń na wwóz do Konga-Kinszasy żywności z sąsiedniej Rwandy, która nie uzyskała odpowiednich zezwoleń na obrót i konsumpcję. Kilkakrotnie odrzucił oferty „brudnych pieniędzy” związanych z nielegalnymi transakcjami. Uważał, że niemoralne jest pozwalanie na wysyłanie ludziom ton zepsutej i toksycznej żywności w zamian za kilka tysięcy dolarów. Kazał niszczyć partie przeterminowanego ryżu i odmawiał łapówek. Bliscy i współpracownicy donoszą, że często powtarzał: „Żyję dla Chrystusa czy nie? Dlatego nie mogę tego zaakceptować. Lepiej byłoby umrzeć niż przyjąć te pieniądze". Pomimo gróźb pozbawienia życia i zastraszania, Chui wolał umrzeć, odmawiając przekazania żywności, która mogła zatruć dużą liczbę osób. W wieku 26 lat został uprowadzony i zabity w nocy z 7 na 8 lipca 2007, po tym jak był torturowany przez swoich więźniów. Biskup Gomy Faustin Ngabu powiedział, że Chui „zginął z powodu swojej uczciwości. Był kimś, kto był w stanie zachować wolność w niezwykle trudnej sytuacji. To, przez co przeszedł, było silną manifestacją jego chrześcijańskiej wiary”.
W lutym 2023 roku podczas swojej wizyty w Demokratycznej Republice Konga, papież Franciszek mówiąc o Floribercie Chui w swoim przemówieniu do kongijskiej młodzieży i katechetów. Podkreślając swoją odporność i żarliwość wobec słuchaczy, papież powiedział, że „nie pozwolił się pokonać złu”, ale „pokonał zło dobrem”.
Jego proces beatyfikacyjny rozpoczął się w 22 listopada 2016 roku w diecezji Goma od kanonicznego dochodzenia w sprawie jego życia, cnót i męczeństwa i 9 grudnia 2018 zakończył się diecezjalny proces i dokumenty przekazano do Watykanu. 25 listopada 2024, po pozytywnych wnioskach różnych komisji, papież Franciszek uznał męczeństwo Floriberta Bwana Chui, podpisując dekret o jego beatyfikacji. Wiadomość o jego beatyfikacji była postrzegana jako „przypływ nadziei” w jego rodzinnej wiosce, gdzie nadal trwały represje wobec chrześcijan. 19 maja 2025 podano do informacji termin beatyfikacji kongijskiego męczennika.
Jego wpisanie do poczet błogosławionych odbyło się 15 czerwca 2025 podczas uroczystej eucharystii w papieskiej bazylice Św. Pawłaza Murami pod przewodnictwem kard. Marcello Semeraro, prefekta dykasterii do spraw świętych – w imieniu papieża Leona XIV.